# Madat (Sama Dua)
Madat is een bestuurslaag in het regentschap Aceh Selatan van de provincie Atjeh, Indonesië. Madat telt 344 inwoners (volkstelling 2010).